# Lainzer Tunnel
Le Lainzer Tunnel est un tunnel ferroviaire à Vienne, en Autriche mis en service le 9 décembre 2012. Il a une longueur de 12,8 km et a couté 1,3 milliard d'euros.
Le tunnel relie la ligne de l'Ouest de l'Autriche (Westbahnstrecke) avec la ligne du Sud de l'Autriche (Südbahnstrecke) et la ligne Donauländebahn. Il accueille un trafic passager (à une vitesse maximale de 160 km/h) ainsi qu'un trafic fret (à une vitesse maximale de 120 km/h).
Ce tunnel s'inscrit dans le projet de la magistrale européenne, qui doit relier Paris à Bratislava en 2016.

## Les travaux
Les travaux ont débuté en 1999 et devraient s'achever en 2014, avec une première ouverture du tunnel aux trains en 2012.